# Eckel (Rosengarten)
Eckel  (plattdeutsch Eekel) ist ein Ort in der niedersächsischen Gemeinde Rosengarten im Landkreis Harburg.

## Geographie
Eckel liegt 5 km nördlich von Buchholz und 25 km südlich von Hamburg am Rand der Harburger Berge und der Lüneburger Heide.
Zum Dorf Eckel gehören auch die Ortsteile Neu-Eckel und Eickstüve.
Das Gebiet des Orts Eckel liegt im Regionalpark Rosengarten.

### Nachbarorte
Eckel grenzt im Westen an den Vaensen, im Süden an Buensen (beide in der Stadt Buchholz in der Nordheide), im Osten an Klecken und im Norden an Nenndorf (beide in der Gemeinde Rosengarten).

## Geschichte
Eckel bestand ursprünglich aus den beiden Gemeinden Eckel und Eickstüve, die 1928/29 zu einer Gemeinde Eckel zusammengeschlossen wurden. Am 1. Juli 1972 wurde Eckel in die Gemeinde Nenndorf eingegliedert.
Der Name dieser Gemeinde wurde am 18. Juli 1973 amtlich in Rosengarten geändert.
Die Ortschaft Eckel verfügt über eine eigene Freiwillige Feuerwehr, einen Schützenverein, den Sportverein Union Eckel, eine Sparte des Deutschen Roten Kreuzes und den Schachclub Eckel.

## Politik

### Ortsrat
Der Ortsrat von Eckel besteht aus 10 Ortsratsmitgliedern. Die Ratsmitglieder werden durch eine Kommunalwahl für jeweils fünf Jahre gewählt.
Die vergangenen Ortsratswahlen ergaben die folgenden Sitzverteilungen:
| Wahljahr | UWR                                                                                                  | CDU | SPD | Grüne | FDP | AWR | Gesamt   |
| 2021     | 4 | 3   | 2   | 2     | 0   | 0   | 11 Sitze |
| 2016     | 1 | 5   | 3   | 2     | 0   | -   | 11 Sitze |
|          | __________________________ UWR: Unabh. Wählergemeinschaft Rosengarten AWR: Aktive Wähler Rosengarten |     |     |       |     |     |          |

Letzte Kommunalwahl am 12. September 2021

### Ortsbürgermeister
Ortsbürgermeister von Eckel ist Florian Behrens (CDU), er wird vertreten von Stephan Grenz (SPD).

## Verkehr
In Eckel gibt es einen nahen Haltepunkt in Klecken der mit dem Bus oder bequem zu Fuß in 20 Minuten zu erreichen ist. Er gehört zur Bahnstrecke Hamburg-Bremen. Der Metronom hält dort stündlich.
Am Nordrand von Eckel verläuft die A1.